# Sverdlov
Sverdlov es una localidad del raión de Stepanaván, en la provincia de Lorri, Armenia, con una población censada en octubre de 2011 de 1033 habitantes. 
Se encuentra ubicada al sureste de la provincia, a poca distancia del río Debet —un afluente derecho del río Kurá— y de la frontera con la provincia de Shirak.